# Grenze zwischen Polen und der Ukraine

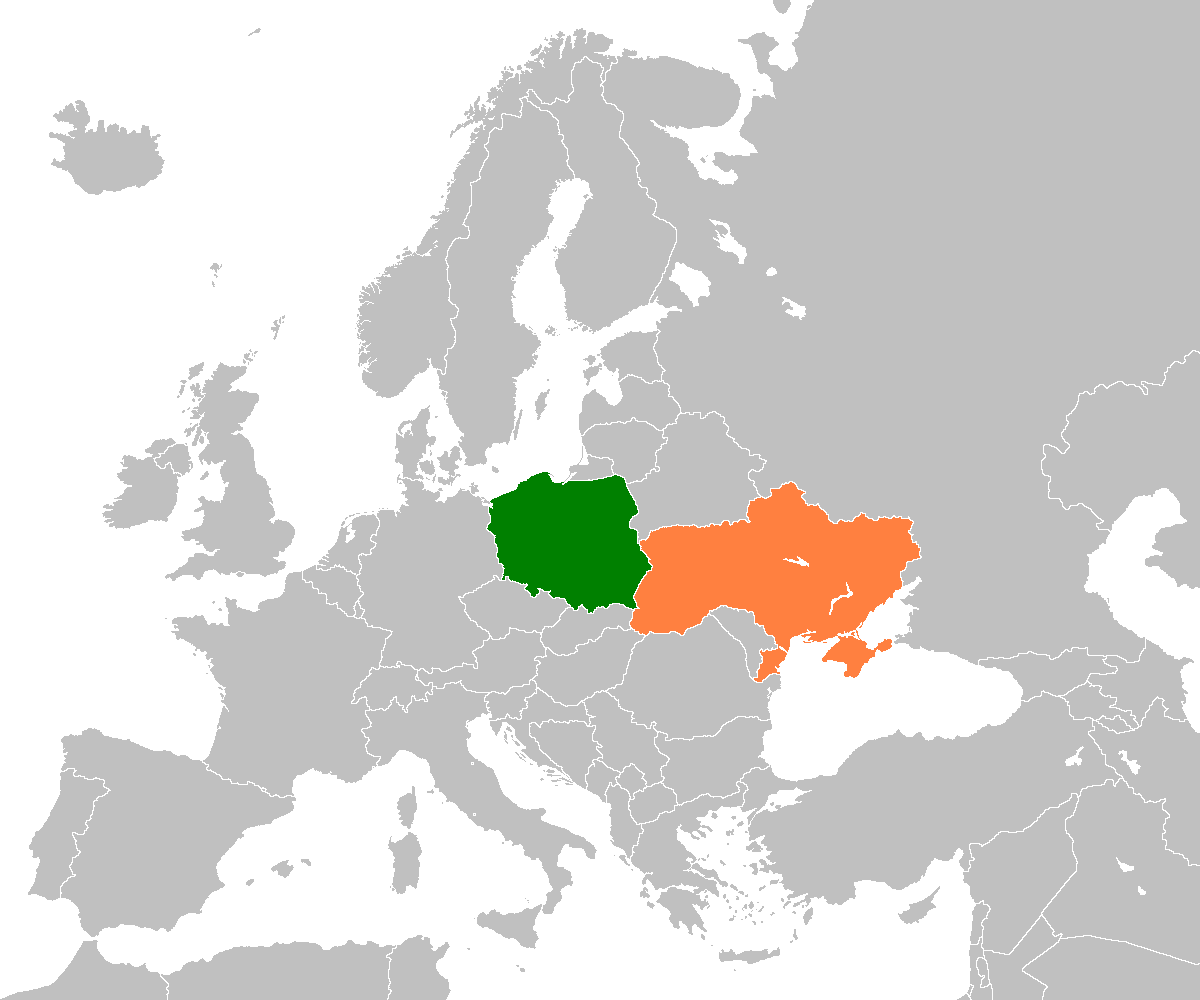
Grenze zwischen Polen und der Ukraine

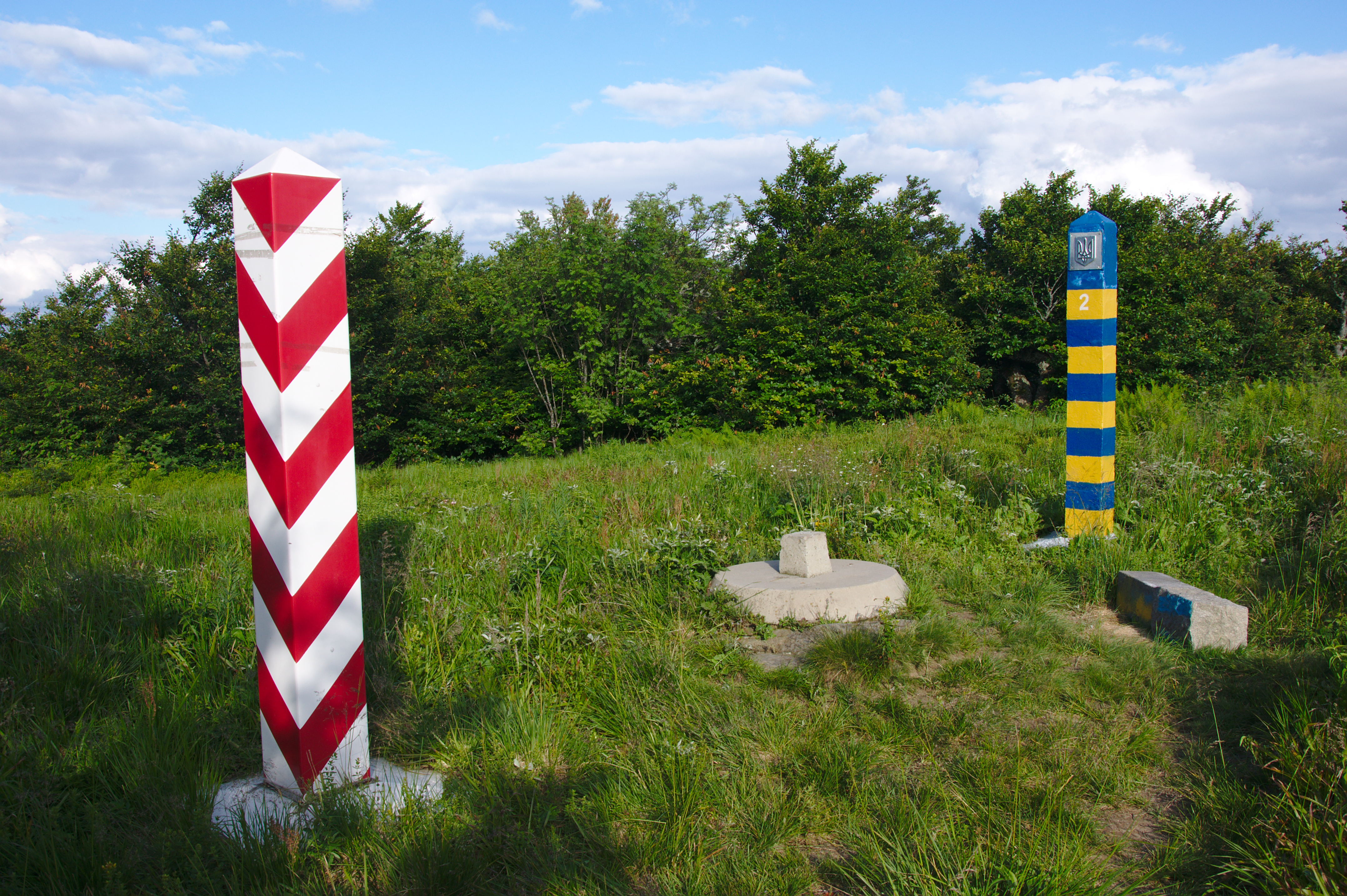
Polnisch-ukrainische Grenze auf dem Kremenez

Westverschiebung Polens

Die Grenze zwischen Polen und der Ukraine ist eine Landgrenze in Mitteleuropa. Sie ist eine Außengrenze der Europäischen Union.

## Verlauf
Die 526 km (eine andere Quelle nennt 535 km) lange Staatsgrenze beginnt südlich von Włodawa am Dreiländereck Belarus-Polen-Ukraine. Von hier aus verläuft sie mit dem Grenzfluss Bug in südliche Richtung. Kurz nachdem sie vom Flusslauf abzweigt, verläuft sie in südwestliche und später wieder in südliche Richtung zum Bieszczady, einem Mittelgebirgsrücken der Karpaten und trifft hier auf den Fluss San, der nun die Grenze bis kurz vor seiner Quelle markiert. Von hier aus verläuft die Grenze in nordwestliche Richtung bis zum Berg Kremenez, auf dessen Gipfel sich das Dreiländereck Ukraine-Polen-Slowakei befindet.

## Geschichte
Die Grenze trennte zunächst die Volksrepublik Polen und die sowjetische Ukrainische SSR. Sie entstand nach dem Zweiten Weltkrieg durch die Westverschiebung Polens aufgrund der Festlegung der sowjetisch-polnischen Grenze auf die Curzon-Linie auf der Konferenz von Teheran 1943 und dem Abkommen zwischen der UdSSR und der Republik Polen über die sowjetisch-polnische Staatsgrenze von 1945. Im Polnisch-Sowjetischen Evakuierungsvertrag verzichtete die VR Polen im Juli 1945 zugunsten der Sowjetunion auf ihre Besitzungen östlich der Curzon-Linie. Mit dem Polnisch-Sowjetischen Gebietsaustausch fand 1951 eine Grenzkorrektur statt.
Nach dem Entstehen der Dritten Polnischen Republik und der Unabhängigkeit der Ukraine nach dem Zerfall der Sowjetunion ist sie die Grenze zwischen beiden Staaten. In dem vom polnischen Präsidenten Lech Wałęsa und dem Präsidenten der Ukraine Leonid Krawtschuk in Warschau unterzeichneten bilateralen Vertrag über gute Nachbarschaft, freundschaftliche Beziehungen und Zusammenarbeit wurde die gemeinsame Staatsgrenze am 18. Mai 1992 von beiden Staaten anerkannt.
Polen wurde im Zuge der EU-Osterweiterung am 1. Mai 2004 Mitglied der Europäischen Union. Seitdem ist die Grenze zugleich auch eine Außengrenze der EU. 
Am 24. Februar 2022 begann Russland auf Befehl des russischen Präsidenten Putin den Überfall auf die Ukraine. Polens Regierungschef Mateusz Morawiecki sagte am 28. Februar: „Diese Berichte von Bomben und Raketen, die auf zivile Objekte und sogar auf Kindergärten und Schulen fallen, führen dazu, dass (...) wir immer mehr Flüchtlinge an der polnisch-ukrainischen Grenze haben“. Bislang seien etwa 300.000 Flüchtlinge aus der Ukraine eingetroffen, mittlerweile seien es 100.000 pro Tag. Aufgrund einer Verordnung des ukrainischen Staatspräsidenten Selenskyj kam es zu Fällen, wonach wehrtaugliche Bürger der männlichen Bevölkerung bei der Grenze zu Polen nicht durchgelassen wurden.

## Grenzübergänge
An der polnisch-ukrainischen Grenze gibt es 12 Grenzübergänge, darunter 6 Straßenübergänge und 6 Bahnübergänge. Zuerst wird der Grenzort in Polen und an zweiter Stelle der in der Ukraine genannt:
- Dorohusk–Jahodyn (Ягодин): Straße, Schienenverkehr und Fracht; Fußverkehr
- Medyka–Schehyni: Straße und Fracht; Fußverkehr
- Dołhobyczów–Uhryniw (Угринів): Straße; Fußverkehr
- Korczowa–Krakowez: Straße und Fracht
- Hrebenne–Rawa-Ruska: Straße, Schienenverkehr und Fracht; Fußverkehr
- Zosin–Ustyluh: Straße; Fußverkehr
- Krościenko–Smilnyzja (Смільниця): Straße; Fußverkehr
- Hrubieszów–Wolodymyr: Schienenverkehr und Fracht
- Krościenko–Chyriw: Schienenverkehr; Fußverkehr
- Przemyśl–Mostyska Druhi (Мостиська Другі): Schienenverkehr und Fracht; Fußverkehr
- Werchrata–Rawa-Ruska: Schienenverkehr und Fracht
- Budomierz–Hruschiw (Грушів): Straße und Fracht; Fußverkehr

## Grenzregionen
In Polen liegen folgende Woiwodschaften an der Grenze zur Ukraine (von Norden nach Süden):
- Woiwodschaft Lublin
- Woiwodschaft Karpatenvorland

In der Ukraine liegen folgende Oblaste an der Grenze zu Polen:
- Oblast Wolyn
- Oblast Lwiw
- Oblast Transkarpatien